# Superman (seriado)
Superman, originalmente intitulado The Adventures of Superman, é um seriado estadunidense de 1948, produzido em preto e branco pela Columbia Pictures, em 15 capítulos. Foi baseado no personagem homônimo das histórias em quadrinhos, criado por Jerry Siegel e Joe Shuster. Estrelado por Kirk Alyn, que curiosamente foi creditado apenas para Clark Kent, enquanto que Superman aparece como interpretado “por ele próprio” e por  Noel Neill como Lois Lane (no Brasil, Miriam Lane).
O seriado tem sido considerado notável por ter sido a primeira vez que Superman surgiu interpretado nas telas (anteriormente surgira nas telas em forma de desenho animado) e pela longevidade de sua distribuição. Foi dirigido por Thomas Carr, que mais tarde dirigiria muitos episódios da série de TV ”Adventures of Superman (telessérie)”, e por Spencer Gordon Bennet. Foi originalmente exibido nas matinês e, após os três primeiros capítulos, cada episódio terminava com um cliffhanger. As cenas de Superman em voo são animações, em parte devido ao orçamento da pequena produção.

## Sinopse
Superman é enviado para a Terra por seus pais, pouco antes de seu planeta natal Krypton explodir, e é criado como Clark Kent por um casal de pequenos fazendeiros. Após seus pais adotivos morrerem, o Homem de Aço vai para Metrópolis sob o disfarce dos óculos de Kent, e se junta ao pessoal do Planeta Diário, a fim de estar perto das notícias. Quando a emergência o exige, ele assume sua verdadeira identidade, de Superman. Este primeiro seriado gira em torno do plano nefasto de um vilão que chama a si mesmo de Spider Lady (Mulher Aranha).

## Elenco
- Kirk Alyn	 ...	Superman/ Clark Kent (como Superman)
- Noel Neill	 ...	Lois Lane
- Tommy Bond	 ...	Jimmy Olsen
- Carol Forman	 ...	'Spider Lady'
- George Meeker	 ...	Driller
- Jack Ingram	 	...	Anton
- Pierre Watkin	 ...	Perry White
- Terry Frost	 	...	Brock
- Charles King	 ...	Conrad [Cap. 6-15]
- Charles Quigley	 ...	Dr. Hackett [Cap. 6-15]
- Herbert Rawlinson	 ...	Dr. Arnold Graham [Cap. 3, 9-11, 13-15]
- Forrest Taylor	 ...	Prof. Arnold Leeds [Ca. 3-4]
- Stephen Carr	 ...	Morgan [Cap. 3-4]
- Rusty Wescoatt	 ...	Elton [Cap. 7-15]
- Tom London	...	(não-creditado)
- Edmund Cobb ... Mecânico (não-creditado)

## Produção
A Republic Pictures tentara duas vezes realizar o seriado. A primeira tentativa foi substituída por Mysterious Doctor Satan (1940), mas as negociações de licenciamento falharam. A segunda tentativa foi anunciada para 1941. Desta vez, havia dois obstáculos que eventualmente impediram a produção. O editor insistia no controle absoluto do roteiro e produção, e os direitos foram amarrados pela Paramount Pictures em sua série de curtas de animação. Sam Katzman adquiriu os direitos apenas em 1947, e tentou vender a ideia para a Universal Studios, mas aquele estúdio não fazia mais seriados naquela época. Posteriormente tentou vender para a Republic Pictures, mas o estúdio considerou "a superpowerful flying hero would be impossible to adapt", considerando um herói voador impossível para adaptar às telas, apesar de ter realizado, em 1940, The Adventures of Captain Marvel. Apenas a Columbia Pictures aceitou a realização.
Sam Katzman escolheu Kirk Alyn depois de olhar várias fotografias, mas levou um tempo para convencer Whitney Ellsworth, o representante da National Comics. Tornou-se ainda pior quando Alyn surgiu para um teste, durante as filmagens de um filme histórico, com um cavanhaque e bigode. Estas reservas iniciais foram superadas e, eventualmente, Alyn conseguiu o papel. A publicidade feita pela Columbia anunciava que eles não puderam obter um ator para desempenhar o papel, e então haviam contratado Superman para interpretar a si mesmo. Kirk Alyn seria apenas Clark Kent.
George Plympton adicionou uma piada ao script, substituindo o tradicional "Hi-Yo Silver!", de Lone Ranger  para "Up, Up and Away". Isso não sobreviveu no roteiro tempo suficiente para realmente ser filmado. A fantasia de Superman era cinza e marrom, ao invés de azul e vermelha, pois essas cores davam mais efeito na filmagem em preto e branco.

### Efeitos especiais
Os efeitos especiais foram de Howard Swift, não-creditado. O voo do Superman foi feito com animação. Este foi considerado o "ponto mais fraco da série" por Harmon e Glut. Os efeitos "criados pela Republic Pictures para Adventures of Captain Marvel foram muito convincentes, e mesmo as cenas mais rotineiras da série de TV dos anos 50, ”Adventures of Superman”, sempre mostrando o mesma pose, eram melhores". Outros efeitos especiais mais eficazes foram obscurecidos pelas fracas seqüências de voo. Uma versão alternativa da filmagem da sequência de voo foi filmada, com Kirk Alyn suspenso por fios e o uso de projeção de nuvens, mas os fios apareciam na tela, e o projeto foi substituído pela animação.

### Dublês
O dublê de Alyn foi Paul Stader. Ele teve que realizar apenas uma cena na série inteira, pulando de trás de um caminhão, e quase quebrou a perna durante este episódio, tendo que deixar a produção.
Outros dublês, não-creditados, foram George DeNormand, George Magrill, Eddie Parker, Wally West, Al Wyatt Sr.

## Recepção da crítica
Superman foi um grande sucesso financeiro, e foi apresentado em salas de cinema que “antes nunca haviam recebido um seriado". O sucesso foi tanto que tornou Kirk Alyn famoso e lançou a carreira de Noel Neill. Uma sequência seria lançada, também em seriado, em 1950, também dirigida por Bennet, Atom Man vs. Superman.

## Capítulos
1. Superman Comes To Earth
2. Depths Of The Earth
3. The Reducer Ray
4. Man Of Steel
5. A Job For Superman
6. Superman In Danger
7. Into The Electric Furnace
8. Superman To The Rescue
9. Irresistible Force
10. Between Two Fires
11. Superman's Dilemma
12. Blast In The Depths
13. Hurled To Destruction
14. Superman At Bay
15. The Payoff

Fonte: